# 2017년 판문점 조선인민군 병사 귀순 총격 사건
2017년 판문점 조선인민군 병사 귀순 총격 사건(2017年板門店朝鮮人民軍兵士歸順銃擊事件)은 2017년 11월 13일 판문점 공동경비구역 북측 초소에서 조선인민군 육군 하전사 오청성(吳青成)이 군사분계선을 넘어 남측으로 귀순을 시도하다가, 뒤따라오던 다른 조선인민군 병력의 총격을 받은 사건이다. 월남한 병사는 총격으로 인해 심각한 부상을 입고 의식 불명 상태로 대한민국 아주대병원으로 긴급 후송되었다. 이국종 아주대학교 외상외과 교수가 병사의 응급수술을 맡았으며, 몇차례 수술 끝에 병사는 의식을 회복하였다.

## 논란

### 정전협정 위반과 대응 태세 논란
당시 조선인민군 병력의 추격 및 총격 행위에 대해 정전협정 위반이라는 지적이 제기되었고, 대한민국 국군의 대응에도 여러 가지 문제가 많았다는 것이 논란이 되었다. 당시 CCTV를 열흘 가까이 공개하지 않은 것도 논란을 부추겼다. 유엔사는 11월 22일 당시 영상을 공개하며, 조선인민국 병력이 귀순자를 추격하면서 JSA 군사분계선을 넘고 총격을 가하여, 2차례 정전협정 위반을 하였다고 지적하였다.
자유한국당, 국민의당, 바른정당 등 야당은 일제히 조선민주주의인민공화국의 정전협정 위반을 규탄하며, 문재인 정부를 비판하고 재발 방지를 촉구하였다. 특히 자유한국당은 정부가 JSA 경비태세가 완전히 무너진 것을 거짓말로 사태 모면을 하려고 했다고 강력히 성토하며, 문재인 정부의 대국민 사과를 요구하였다.

### 병사 체내 기생충 정보 공개 논란
언론 브리핑에서 이국종 교수는 조선인민군 병사의 체내에서 대한민국 사람의 몸 속에서는 보기 드문 기생충들이 대거 나왔고, 기생충들이 상처 부위를 침범해 갉아먹어 치료에 어려움을 겪고 있다고 밝혔다. 홍성태 서울대 의대 기생충학교실 교수는 조선민주주의인민공화국에서는 인분을 거름으로 주기 때문에 주민들의 몸 속에 기생충이 만연해 있다고 분석하였다.
이에 대해 정의당 김종대 의원이 "귀순 북한군은 기생충 공개로 인격 테러를 당했다"며 11월 21일 페이스북에 글을 올려 논란이 일었다. 김종대는 "이 병사를 통해 북한은 기생충의 나라, 더러운 나라, 혐오스러운 나라가 되었다"고 지적하며, "기생충의 나라 북한보다 그걸 까발리는 관음증의 나라, 이 대한민국이 북한보다 나을 것이 없다고 생각한다"고 격한 어조로 비판하였다.
이같은 논란에 이국종은 김종대가 제기한 인권 침해 논란에 자괴감이 들며 자신이 적폐냐고 반문하였다. 김종대의 페이스북에도 비난과 항의가 쇄도하자, 김종대는 이국종에게 무리한 부담을 준 것에 대해 유감을 표명하였다.

## 같이 보기
- 조선인민군